# Cửu Lê
Cửu Lê (chữ Hán: 九黎) chữ mông(Txiv  ) yawg là tên một quốc gia bộ lạc thời tối cổ trong lịch sử Trung Quốc, địa bàn quốc gia này nằm ở khu vực huyện Trác Lộc tỉnh Sơn Tây ngày nay.

## Những ghi chép trong sử sách
Tôc Cửu Lê ban đầu có tên là Cửu Di về sau dưới sự thống lĩnh của thú vương Xi Vưu mới đổi thành Cửu Lê. Tộc Cửu Lê có nguồn gốc từ đâu nhưng có thể biết chắc thủ lĩnh cuối cùng của nó chính là Thú Vương Xi Vưu, bấy giờ họ Thần Nông đang trên đà suy thoái nên tộc Cửu Lê thừa cơ trỗi dậy xâm lấn quấy phá các bộ lạc khác. Đế Du trên danh nghĩa là thiên tử nhưng quá bạc nhược không có cách gì khống chế nổi, ông liền ra lời hiệu triệu kêu gọi các chư hầu nếu ai diệt trừ được nạn Xi Vưu thì sẽ thiện nhượng cho người đó. Tuy nhiên các nước chư hầu không ai dám đương đầu với quân tộc Cửu Lê vì họ rất thiện chiến vả lại họ còn chế tạo ra nhiều loại vũ khí đặc biệt sát thương hàng loạt, hơn nữa thủ lĩnh Xi Vưu của họ lại rất tàn nhẫn hễ chống cự là ông ta hạ lệnh sát hại không nương tay. Đúng lúc đó thì Công Tôn Hiên Viên xuất hiện đứng ra hưởng ứng chiếu cần vương, ông dẫn đầu liên minh bộ lạc vượt Hoàng Hà tác chiến với quân Cửu Lê nhiều trận kịch liệt bất phân thắng bại. Cuộc chiến kéo dài ròng rã 3 tháng trời khiến quân sĩ 2 bên đều thương vong vô số, sau cùng Hiên Viên với nhiều cơ mưu túc trí đã đánh bại và giết chết Xi Vưu trong trận Trác Lộc nổi tiếng.
Sau chiến dịch Trác Lộc đại thắng vang dội đế Du Võng thoái vị nhượng lại ngôi thiên tử cho Công Tôn Hiên Viên, sự hiện diện của tộc Cửu Lê trên vũ đài lịch sử đến đây kết liễu kéo theo sự cáo chung của triều đại Thần Nông.